# سانتا مارگریتا دی بلیچه
سانتا مارگریتا دی بلیچه (به ایتالیایی: Santa Margherita di Belice) یک کومونه در ایتالیا است که در استان آگریجنتو واقع شده‌است. سانتا مارگریتا دی بلیچه ۶۷٫۲۸ کیلومتر مربع مساحت و ۶٬۴۵۵ نفر جمعیت دارد و ۴۰۰ متر بالاتر از سطح دریا واقع شده‌است.